# Robert Snažni
Robert Snažni (francuski Robert le Fort; o. 830. – 2. srpnja 866.; ubijen) bio je markgrof Neustrije, vojvoda Mainea i grof Anjoua te osnivač jedne francuske kraljevske dinastije, koja je po njemu i nazvana. Bio je i grof Bloisa te opat laik.
Karlo II. Ćelavi (umro 877.), kralj Zapadnih Franaka, učinio je 853. Roberta missus dominicusom (Sendgraf na njemačkom).
Ipak, 858. grof Robert se pobunio protiv kralja Karla zajedno sa Salomonom Bretonskim.
Robert se istakao u borbi protiv Vikinga te je u kronici Annales Fuldenses prozvan drugim Judom Makabejcem.
Umro je 2. srpnja 866., točnije, ubijen je u bitci protiv Vikinga i Bretonaca. 

## Obitelj
Robert Snažni je vrlo vjerojatno bio sin Roberta III. od Wormsa i njegove supruge Waldrade od Orléansa.
Robertova supruga je možda bila gospa Adelajda (Adélaïde). Imao je barem dvoje djece, sinove Oda i Roberta, koji su bili kraljevi Francuske; preko Roberta je bio djed kraljice Eme te predak dinastije Capet.
Robertovi potomci uključuju i kraljicu Elizabetu II.

## Vanjske poveznice
- Obitelj grofa Roberta Snažnog